# 鶴見小野駅

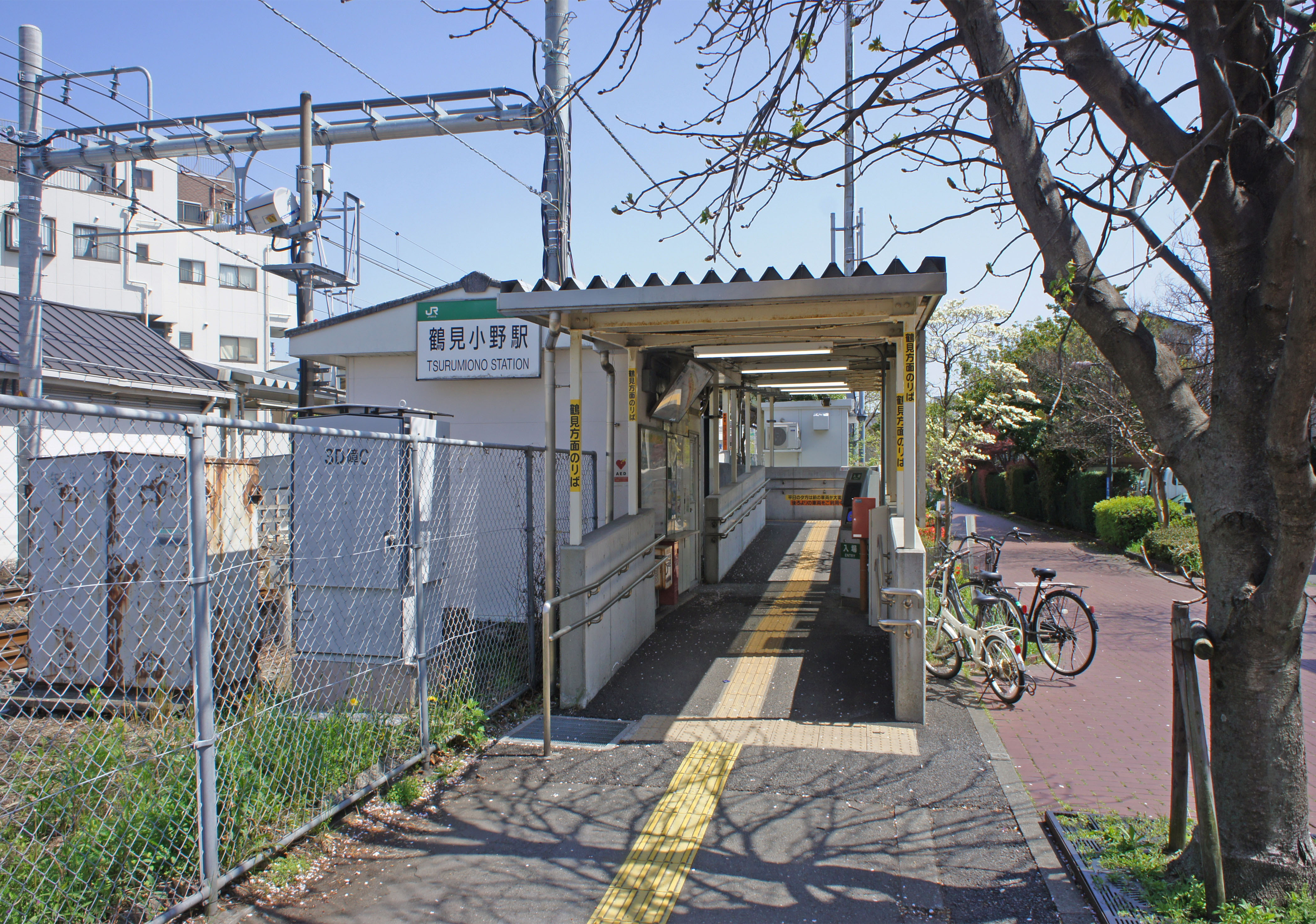
上り線駅舎（2022年4月）

鶴見小野駅（つるみおのえき）は、神奈川県横浜市鶴見区小野町にある、東日本旅客鉄道（JR東日本）鶴見線の駅である。駅番号はJI 03。

## 歴史
- 1936年（昭和11年）12月8日：鶴見臨港鉄道の工業学校前停留場として開業（旅客営業のみ）[1]。
- 1943年（昭和18年）7月1日：鶴見臨港鉄道線が国有化。同時に駅に昇格、鶴見小野駅に改称[1]。
- 1971年（昭和46年）3月1日：無人駅化[1][2][3]。自動券売機を設置[3]。
- 1987年（昭和62年）4月1日：国鉄分割民営化に伴い、JR東日本の駅となる[1]。
- 2002年（平成14年）3月22日：ICカードSuica供用開始[4]。
- 2022年（令和4年）2月28日：自動券売機の営業を終了[5]。

### 駅名の由来
所在地である小野町から採った名前。小野町の名前の由来は江戸時代末期より明治初期にかけて地元の名主である小野高義・鱗之助親子がこの一帯を埋め立てて新田開発を行い、小野新田と名付けられたことによる。当時すでに中央本線に小野駅が存在したため、区別として「鶴見」を冠している。
駅名変更の理由は国有化に伴い、できる限り固有名称を排した駅名にする必要があったためだが、戦時下に伴う防諜活動の一環でもあった。

## 駅構造
相対式ホーム2面2線を有する地上駅である。踏切に隣接していて、上りと下りで別の駅舎が使用されており、構内で互いのホームを行き来することはできない。無人駅となっている。簡易Suica改札機設置駅。
JRの特定都区市内制度における「横浜市内」の駅である。

### のりば
| ホーム | 路線   | 方向 | 行先                   |
| ------ | ------ | ---- | ---------------------- |
| 東側   | 鶴見線 | 下り | 扇町・海芝浦・大川方面 |
| 西側   | 鶴見線 | 上り | 鶴見方面               |

（出典：JR東日本:駅構内図）

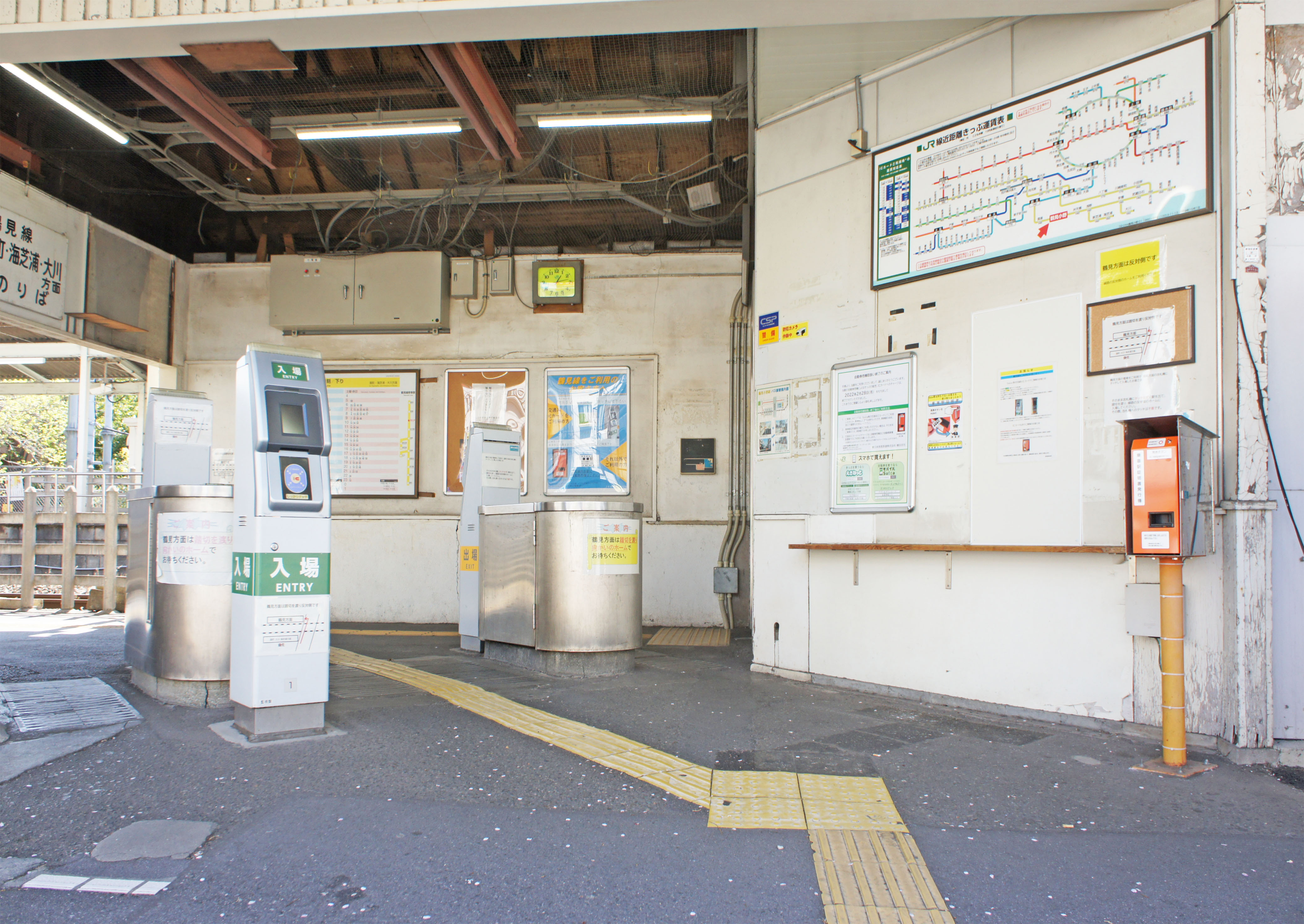
下り線改札口（2022年4月）
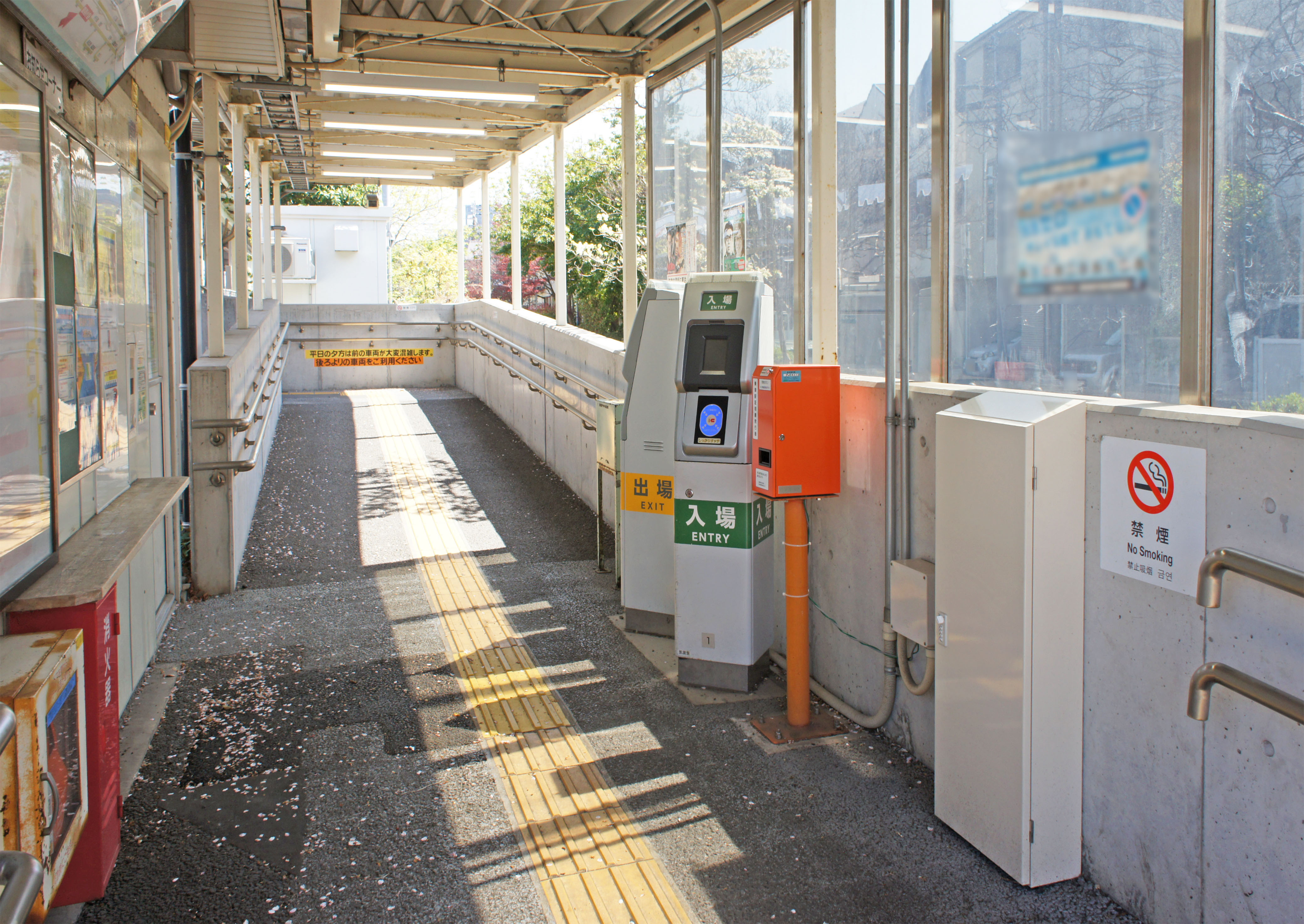
上り線改札口（2022年4月）
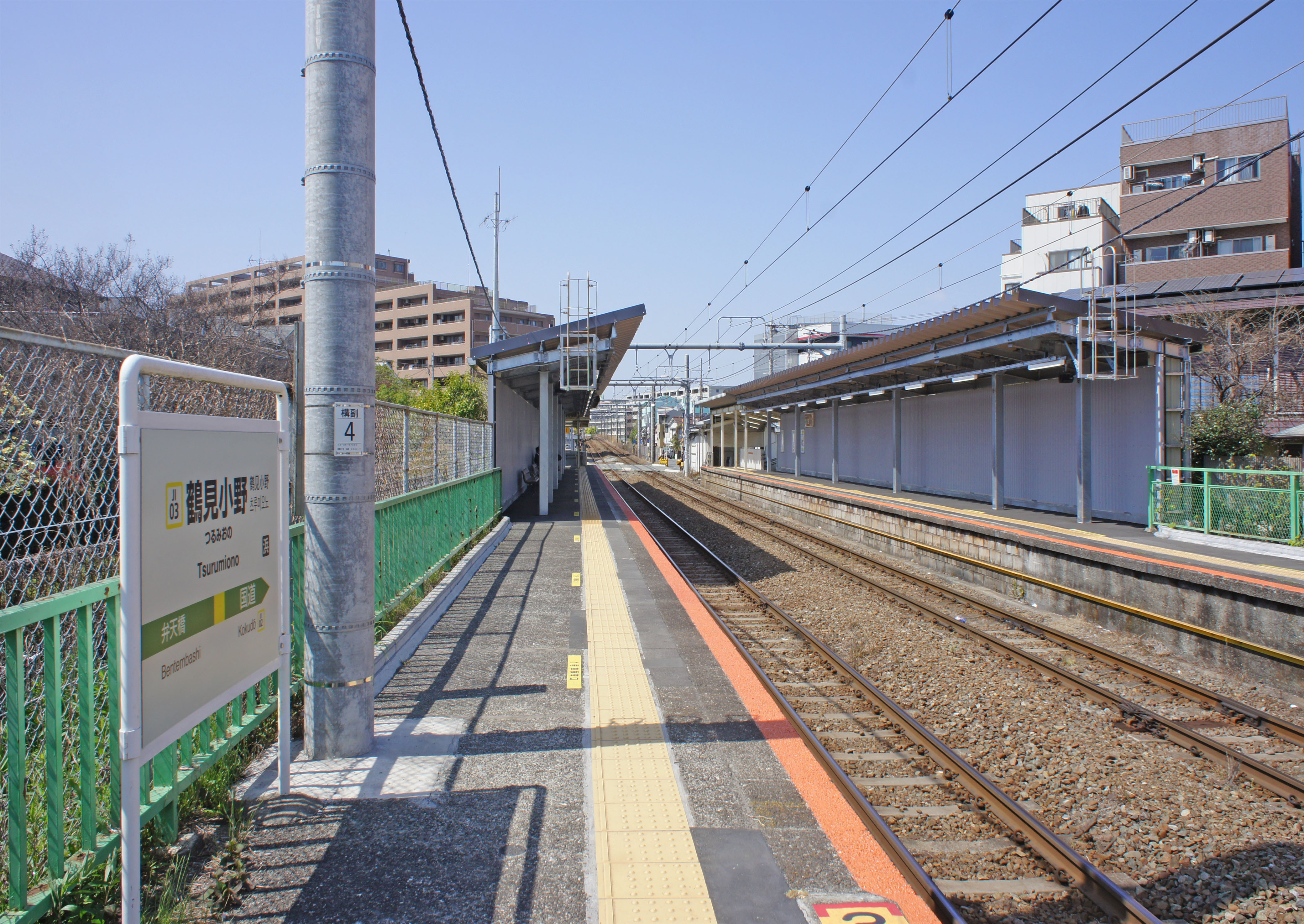
ホーム（2022年4月）

## 利用状況
2008年度の1日平均乗車人員は4,905人である。無人駅のため、2009年度以降の乗車人員は公表していない。
近年の1日平均乗車人員推移は下記の通り。
| 年度               | 1日平均 乗車人員 | 出典     |
| ------------------ | ---------------- | -------- |
| 1991年（平成03年） | 4,302            |          |
| 1992年（平成04年） | 4,430            |          |
| 1993年（平成05年） | 4,488            |          |
| 1994年（平成06年） | 4,385            |          |
| 1995年（平成07年） | 4,289            |          |
| 1996年（平成08年） | 4,140            |          |
| 1997年（平成09年） | 3,974            |          |
| 1998年（平成10年） | 3,740            | [ * 1 ]  |
| 1999年（平成11年） | 3,709            | [ * 2 ]  |
| 2000年（平成12年） | 3,922            | [ * 2 ]  |
| 2001年（平成13年） | 3,974            | [ * 3 ]  |
| 2002年（平成14年） | 4,306            | [ * 4 ]  |
| 2003年（平成15年） | 4,652            | [ * 5 ]  |
| 2004年（平成16年） | 4,772            | [ * 6 ]  |
| 2005年（平成17年） | 4,788            | [ * 7 ]  |
| 2006年（平成18年） | 4,875            | [ * 8 ]  |
| 2007年（平成19年） | 4,949            | [ * 9 ]  |
| 2008年（平成20年） | 4,905            | [ * 10 ] |

## 駅周辺
住宅地や商店街（小野町通り共栄会）が広がる。臨海部研究開発拠点「横浜サイエンスフロンティア地区」がある。
- 横浜市立横浜サイエンスフロンティア高等学校・附属中学校
- 理化学研究所横浜研究所
- 横浜市立大学 鶴見キャンパス
- 高齢者保養研修施設「ふれーゆ」
- 横浜市医師会聖灯看護専門学校
- 横浜スーパー･ファクトリー
- 横浜下野谷町郵便局
- 川崎鶴見臨港バス「小野町」停留所
- 東洋化成 末広工場[8]

## 隣の駅
東日本旅客鉄道（JR東日本）
 鶴見線
国道駅（JI 02）- 鶴見小野駅（JI 03） - 弁天橋駅（JI 04）

### 記事本文
1. 1 2 3 4 5  曽根悟（監修） 著、朝日新聞出版分冊百科編集部 編『週刊 歴史でめぐる鉄道全路線 国鉄・JR』 38号 青梅線・鶴見線・南武線・五日市線、朝日新聞出版〈週刊朝日百科〉、2010年4月11日、16-17頁。
2. ↑  「国電鶴見線の12駅- ラッシュ線、初の無人化 駅員76人“消えた”」 毎日新聞 (毎日新聞社): p3. (1971年3月1日 夕刊)
3. 1 2  「通報 ●鶴見線国道駅ほか5駅の駅員無配置について（旅客局）」『鉄道公報』日本国有鉄道総裁室文書課、1971年2月27日、10面。
4. ↑  「JR年表」『JR気動車客車編成表 '02年版』ジェー・アール・アール、2002年7月1日、187頁。ISBN 4-88283-123-6。
5. ↑  “駅業務執行体制の再構築（その2）の提案を受ける!!” (PDF).   JR東日本労働組合横浜地方本部 (2021年9月10日). 2021年9月14日時点のオリジナルよりアーカイブ。2021年9月15日閲覧。
6. ↑  神奈川県県勢要覧
7. ↑  横浜市統計ポータル - 横浜市
8. ↑  東洋化成 末広工場

### 利用状況
神奈川県県勢要覧
1. ↑  神奈川県県勢要覧（平成12年度） - 221ページ
2. 1 2  神奈川県県勢要覧（平成13年度） (PDF)  - 223ページ
3. ↑  神奈川県県勢要覧（平成14年度） (PDF)  - 221ページ
4. ↑  神奈川県県勢要覧（平成15年度） (PDF)  - 221ページ
5. ↑  神奈川県県勢要覧（平成16年度） (PDF)  - 221ページ
6. ↑  神奈川県県勢要覧（平成17年度） (PDF)  - 223ページ
7. ↑  神奈川県県勢要覧（平成18年度） (PDF)  - 223ページ
8. ↑  神奈川県県勢要覧（平成19年度） (PDF)  - 225ページ
9. ↑  神奈川県県勢要覧（平成20年度） (PDF)  - 229ページ
10. ↑  神奈川県県勢要覧（平成21年度） (PDF)  - 239ページ